# Los Angeles (album Flying Lotus)
Los Angeles – drugi album amerykańskiego muzyka elektronicznego Flying Lotusa, wydany w 2008 roku. Nazwa jest hołdem dla rodzinnej miejscowości muzyka, a nietypową okładkę zaprojektował Timothy Saccenti.

## Lista utworów
1. "Brainfeeder" - 1:31
2. "Breathe Something/Stellar Star" - 3:20
3. "Beginners Falafel" - 2:28
4. "Camel" - 2:22
5. "Melt!" - 1:45
6. "Comet Course" - 3:01
7. "Orbit 405" - 0:44
8. "Golden Diva" - 4:02
9. "Riot" - 4:02
10. "GNG BNG" - 3:38
11. "Parisian Goldfish" - 3:01
12. "Sleepy Dinosaur" - 1:55
13. "RobertaFlack (feat. Dolly)" - 3:07
14. "SexSlaveShip" - 2:14
15. "Auntie's Harp" - 0:55
16. "Testament (feat. Gonjasufi)" - 2:28
17. "Auntie's Lock/Infinitum (feat. Laura Darlington)" - 2:44
18. "Interference" (utwór dodatkowy na edycji japońskiej) - 2:46
19. "Backpack Caviar" (utwór dodatkowy na edycji japońskiej) - 3:23